# Различия между православием и католицизмом
В основе различий православия и католичества лежит разный подход к главным христианским догматам (основам веры).

## Официальные позиции
И Православная, и Римско-католическая церкви считают только себя «единой святой, кафолической (соборной) и апостольской Церковью» (Никео-Цареградский Символ веры).
- Официальное отношение Римско-католической церкви к Восточным (Ортодоксальным) церквям, не состоящим с ней в общении, включая поместные православные церкви, выражено в Декрете Второго Ватиканского собора «Unitatis redintegratio»:

немалое число общин отделилось от полного общения с Католической Церковью, иногда не без вины людей: и с той, и с другой стороны. Однако тех, кто рождается ныне в таких Общинах и исполняется веры во Христа, нельзя обвинять в грехе разделения, и Католическая Церковь приемлет их с братским уважением и любовью. Ибо те, кто верует во Христа и должным образом принял крещение, находятся в известном общении с Католической Церковью, пусть даже неполном... Тем не менее, оправдавшись верой в крещении, они сочетаются Христу и, следовательно, по праву носят имя христиан, а чада Католической Церкви с полным основанием признают их братьями в Господе.
- Официальное отношение Русской православной церкви к Римско-католической церкви выражено в документе «Основные принципы отношения Русской Православной Церкви к инославию»

Диалог с Римско-Католической Церковью строился и должен строиться в будущем с учётом того основополагающего факта, что она является Церковью, в которой сохраняется апостольское преемство рукоположений. В то же время, представляется необходимым принимать во внимание характер развития вероучительных основ и этоса РКЦ, нередко шедшего вразрез с Преданием и духовным опытом Древней Церкви.

## Основные расхождения в догматике
Триадологические:
- Православие не принимает католическую формулировку Никео-Константинопольского символа веры с филиокве, где речь идёт об исхождении Духа Святого не только от Отца, но и «от Сына» (лат. filioque).
- Православие исповедует два различных образа бытия Святой Троицы: бытие Трёх Лиц в Сущности и Их проявление в энергии. Римо-католики, как и Варлаам Калабрийский (противник св. Григория Паламы), считают энергию Троицы тварной: купина, слава, свет и огненные языки Пятидесятницы полагаются ими тварными символами, которые, однажды зародившись, затем перестают существовать[1].
- Римско-католическая Церковь считает благодать следствием «Божественной Причины», подобным акту творения, в то время как Православные церкви — непосредственным действием Бога (греч. «энергией»)[1].
- Святой Дух в католицизме может трактоваться (не догматически) как любовь (связь) между Отцом и Сыном, между Богом и людьми, в то время как в православии любовь есть общее действие (энергия) всех Трёх Лиц Святой Троицы, поэтому Святой Дух терял бы ипостасный облик при Его отождествлении с любовью[1].

Мариологические:
- В православии отсутствует догмат о непорочном зачатии Девы Марии.

- Опорой для догмата о непорочном зачатии в католицизме служит теологическая гипотеза о непосредственном творении душ Богом.

- В католицизме учение о телесном вознесении Богородицы догматизировано, а в православии для этого нет специального догмата[5]. Тем не менее, как в православии, так и в католицизме признаётся несомненным, что Богородица после Своего Успения воскресла и была вознесена на Небо телесно[6].

Экклезиологические:
- В католицизме папа римский считается видимой главой Церкви, «викарием Иисуса Христа», Vicarius Christi[7]. Христос при этом полагается невидимым Главой Церкви[8]. Высшее благоговение к папе нашло отражение в католических обрядах (целование папской туфли, обращение «Святой Отец» с большой буквы). Православное вероучение совершенно исключает мысль о каком бы то ни было земном заместительстве Христа, ибо, согласно Новому Завету, Иисус Христос есть единый Глава Церкви, почему никто из православных епископов (патриархов) не именуется Главой Вселенской Церкви[9].

Прочие:
- Православие признаёт Вселенскими семь Соборов (греческая традиция — восемь), прошедших до великой схизмы, католицизм признаёт Вселенскими двадцать один Собор, в том числе проходившие после великой схизмы.
- В православии отсутствует догмат о непогрешимости Римского папы, а его примат (до великой схизмы), трактуется иначе, чем в современном католицизме.
- В православии отсутствует догмат о чистилище, а также учение о «сверхдолжных заслугах святых». Поэтому в православной экклезиологии принято говорить только о Церкви Небесной — торжествующей — и земной — воинствующей. В католицизме добавляется ещё и страдающая — в Чистилище[10][11].
- Богословская теория догматического развития, сформулированная кардиналом Ньюменом[12], была воспринята и признана официальным учением Римско-Католической церкви. В православном богословии проблема догматического развития никогда не играла той ключевой роли, которую она приобрела в католическом богословии с середины XIX века. Догматическое развитие начало обсуждаться в православной среде в связи с новыми догматами Первого Ватиканского собора. Некоторые православные авторы считают приемлемым «догматическое развитие» в смысле всё более точного словесного определения догмата и всё «более точного выражения в слове познанной Истины»[13]. В то же время это развитие не означает, что прогрессирует или развивается «понимание» Откровения. При некоторой нечёткости в определении окончательной позиции к этой проблеме, просматриваются 2 аспекта, характерных для православной интерпретации проблемы: тождественность церковного сознания (Церковь знает истину не меньше и не иным образом, чем знала её в древние времена; догматы понимаются просто как осмысление того, что существовало в Церкви всегда, начиная с апостольского века) и обращение внимания к вопросу о природе догматического знания (опыт и вера Церкви шире и полнее её догматического слова; о многом Церковь свидетельствует не в догматах, но в образах и символах; Предание во всей его полноте является гарантом свободы от исторической случайности; полнота Предания не зависит от развития догматического сознания; напротив, догматические определения являются только частичным и неполным выражением полноты Предания)[14].

В православии существуют две точки зрения на католиков.
- Первая считает католиков еретиками, исказившими Никео-Константинопольский символ веры (путём добавления лат. filioque).
- Вторая — схизматиками (раскольниками), отколовшимися от Единой Соборной Апостольской Церкви.

Католики, в свою очередь, считают православных схизматиками, отколовшимися от Единой, Вселенской и Апостольской Церкви, но не считают их еретиками. Католическая церковь признаёт, что Поместные Православные церкви — это истинные Церкви, сохранившие апостольскую преемственность и истинные таинства.

## Обрядовые и канонические различия
- Среди различий между православием и католицизмом часто ошибочно упоминают обрядовые различия между наиболее распространённым в православии византийским обрядом и наиболее распространённым в католицизме латинским обрядом. Тем не менее обрядовые различия, в отличие от догматических, не носят принципиального характера, существуют католические церкви, использующие византийскую литургию в богослужении (см. грекокатолики), и православные общины латинского обряда (см. западный обряд в православии). Различные обрядовые традиции влекут за собой различные канонические практики:
  - При совершении католических таинств личности священнослужителя придаётся гораздо большее значение, чем при совершении православных, а именно: совершая обряд крещения, причащения и венчания, православный священник говорит безлично «крещается раб Божий» (или «причащается», «венчается»). Католический же священнослужитель произносит эти слова от своего имени «крещаю (венчаю, помазую) тебя»[16].
  - В латинском обряде распространено совершение крещения путём обливания, а не погружения. Немного отличается крещальная формула[17].
  - Миропомазание в латинском обряде совершается после достижения сознательного возраста и называется «конфирмацией», в восточном обряде сразу же после таинства крещения, с которым объединено в единое чинопоследование (за исключением приёма немиропомазанных при переходе из других конфессий). При конфирмации католик может произвольно выбрать второе имя[18].
  - В западном обряде для таинства исповеди широко распространены конфессионалы, отсутствующие в византийском.
  - В православных и грекокатолических храмах алтарь, как правило, отделён от средней части храма иконостасом. В латинском обряде алтарём именуется сам престол, расположенный, как правило в открытом пресвитерии (но может сохраняться алтарная преграда, ставшая прообразом православных иконостасов), за алтарём нередко изображается алтарная картина. В католических храмах отступления от традиционной ориентации алтаря на восток значительно чаще, чем в православных.
  - Начиная с XI века в католицизме распространена практика многократного служения мессы в одном храме[19]. В православии же в одном храме на одном престоле может служиться лишь одна Литургия в день[20].
  - В латинском обряде долгое время вплоть до II Ватиканского собора было широко распространено причастие мирян под одним видом (Телом), а священнослужителей под двумя видами (Телом и Кровью). После II Ватиканского собора вновь распространилось причастие мирян под двумя видами[21].
  - В восточном обряде детей начинают причащать с младенчества, в западном к первому причастию подходят только в возрасте 7—8 лет.
  - В западном обряде Литургия совершается на пресном хлебе (гостия), а в восточной традиции — на квасном (просфора).
  - В XIII веке в католицизме из возношения Святых Даров при их освящении во время мессы возник обряд поклонения Святым Дарам — адорация, отсутствующий в православии[22].
  - Крестное знамение у православных и грекокатоликов совершается справа налево, и слева направо у католиков латинского обряда.
  - У западных и восточных священнослужителей различаются богослужебные облачения.
  - В латинском обряде священник не может быть женатым (за исключением редких, особо оговорённых случаев) и обязан перед рукоположением дать обет безбрачия, в восточном (как для православных, так и для грекокатоликов) целибат обязателен только для епископов. В латинском обряде целибат не обязателен для дьяконов[23].
  - Великий пост в латинском обряде начинается с пепельной среды, а в византийском — с чистого понедельника.
  - Подготовка к Рождеству Христову в латинском обряде называется «Адвентом», начинается в 4-е воскресенье перед праздником и не предполагает поста. В византийском обряде подготовкой к празднику служит 40-дневный Рождественский пост.
  - Началом литургического года в латинском обряде считается первый день Адвента, в византийском — 1 сентября (в поместных православных церквях, придерживающихся старого стиля, в том числе в Русской, в 1900—2099 годах приходится на 14 сентября нового стиля).
  - В западном обряде принято продолжительное стояние на коленях, в восточном — земные поклоны, в связи с чем в латинских храмах появляются скамейки с полочками для коленопреклонений (сидят верующие только при ветхозаветных и апостольских чтениях, проповеди, оффертории), а для восточного обряда важно, чтобы перед молящимся оставалось достаточное для земного поклона пространство. При этом в настоящее время и в грекокатолических, и в православных храмах в разных странах распространены не только традиционные стасидии вдоль стен, но и ряды скамеек «западного» типа параллельно солее.

Вместе с отличиями, между богослужениями византийского и латинского обряда существует соответствие, внешне скрытое за различными названиями, принятыми в церквях:
| В православии    | В католицизме               | Примечание                                                              |
| Литургия         | Месса                       | Главнейшее христианское богослужение                                    |
| Часы             | Оффиций, или Литургия часов | Молитвословия, освящающие определённое время суток                      |
| Повечерие        | Комплеторий                 |                                                                         |
| Всенощное бдение | Вигилия                     | См. также Полунощница                                                   |
| Прокимен         | Респонсорий                 | Стих псалма, предшествующий чтению из Священного Писания                |
| Крестный ход     | Процессия                   | Шествие, составляющее часть богослужения или паралитургической практики |

- В католичестве принято говорить о пресуществлении (transsubstantiatio) хлеба и вина в истинные Тело и Кровь Христовы, в православии чаще говорится о преложении (μεταβολή), хотя термин «пресуществление» (μετουσίωσις) также употребляется, а с XVII века соборно кодифицирован[26].
- В православии и католичестве расходятся взгляды на вопрос о расторжимости церковного брака, католики считают брак принципиально нерасторжимым (при этом заключённый брак может быть признан недействительным в результате открывшихся обстоятельств, служащих каноническим препятствием законному браку). Согласно православной точке зрения, супружеская измена разрушает брак по факту, что даёт возможность невиновной стороне вступить в новый брак; возможно заключение нового церковного брака и по ряду других причин.
- В католицизме в настоящее время определено точное количество книг, в обязательном порядке включаемых в состав Ветхого Завета, который состоит из 46-и книг, Библия — из 73-х книг. В православии книг и текстов, в обязательном порядке, включаемых в Ветхий Завет больше, но нет единого подхода. Так, в Русской православной церкви в Ветхий Завет включаются 50 книг, что составляет 77 книг Библии. В греческой православной Библии одной из этих книг нет. Это Третья книга Ездры — единственная книга, переведённая на церковнославянский и русский языки с латыни, причём взята она из одной из католических версий Библии, так называемой Климентовой Вульгаты. Тем не менее, там она содержится лишь как приложение к Ветхому Завету и в число обязательно включаемых в Библию книг в католицизме не входит. В то же время для изданий Библии на древнегреческом языке обычно включение Четвёртой книги Маккавейской, но также лишь в качестве приложения к Ветхому Завету, тогда как в переводы Библии на другие языки (включая современный греческий — новогреческий) эта книга не включается. В католицизме отсутствуют Третья книга Маккавейская и, в качестве обязательно включаемой в Библию, греческая Книга Е́здры (Вторая книга Ездры в церковнославянском и русском синодальном переводах, она же Первая книга Ездры в греческих православных изданиях Библии). В католической Библии в Книгу Вару́ха в качестве последней главы включено Послание Иеремии. В православии же — это две разные книги, причём  вторая не следует непосредственно за первой (в церковнославянском и русском синодальном переводах находится непосредственно перед ней, в греческих православных изданиях Библии — после неё, но отделяется от неё книгой Плач Иеремии). Ни в католицизме, ни в православном переводе Библии на современный греческий (новогреческий) язык нет 151-го псалма. В изданиях Библии на древнегреческом языке, как и в церковнославянском и русском синодальном её переводах, этот псалом приводится. Также ни в католической (в качестве обязательно включаемой в Библию), ни в греческой православной Библии нет молитвы Манасси́и, царя Иудейского. В церковнославянском и русском синодальном переводах она находится в конце Второй книги Паралипоме́нон. В то же время она входит в состав как православного, так и католического богослужения.
- Вопреки расхожему мнению, главным праздником как в православии, так и в католицизме является Пасха, Рождество Христово является вторым по значимости праздником, а отмечается оно 25 декабря в обоих направлениях христианства. Но при этом для определения даты этого и всех остальных неподвижных (непереходящих — приуроченных к определённой дате) церковных праздников могут применяться или общепринятый григорианский календарь (новый стиль; в православных церквях с новым стилем календарь считается, формально, не григорианским, а новоюлианским, будучи идентичным григорианскому календарю до 2800 года), или юлианский календарь (старый стиль), причём оба — также в обеих конфессиях. Первый используется как большинством католиков, так и большинством поместных православных церквей. Второй — Иерусалимской, Русской, Грузинской, Сербской, Польской православными церквями, монастырями Святой Горы Афон, рядом приходов Православной церкви чешских земель и Словакии и Американской православной церкви, частично признанной Православной церковью Украины, рядом православных церквей, не признаваемых остальными православными церквями (в том числе так называемыми старостильными церквями) и, в то же время, некоторыми восточнокатолическими церквями. Если используется юлианский календарь (старый стиль), то в пересчёте на григорианский календарь (новый стиль) дата Рождества Христова оказывается отличной от 25 декабря и приходится на 6 января — в XIX веке, 7 января — в XX—XXI веках, 8 января — в XXII веке. В то же время восточные и западные христиане используют различные Пасхалии, поэтому даты Пасхи и связанных с ней праздников совпадают только в 30% случаев (при этом некоторые восточнокатолические церкви используют «восточную» Пасхалию, а Финляндская православная церковь — «западную»).
- В католичестве и православии существуют праздники, отсутствующие в другой конфессии: праздники Сердца Иисуса, Тела и Крови Христовых, Непорочного Сердца Марии и др., а также культ Святого имени Иисуса в католицизме; праздники Положения честной Ризы Пресвятой Богородицы, Происхождения честных древ Животворящего Креста и др. в православии. Следует иметь в виду, что, например, ряд праздников, считающихся значимыми в Русской православной церкви, отсутствует в других поместных православных церквях (в частности, Покрова Пресвятой Богородицы), причём некоторые из них имеют католическое происхождение и переняты уже после раскола (Поклонение честным веригам Апостола Петра, Перенесение мощей святителя Николая Чудотворца).
- Православные не совершают коленопреклонения в воскресенье (за исключением поклонения Кресту в соответствующие праздники), а католики совершают[27]. Различен взгляд на субботу, согласно католической концепции, воскресенье полностью заменило субботу в качестве «Дня Господнего»[28][29], а Православная церковь проводит различие между заповедью о субботе для евреев и «днём Господним» (воскресеньем) для христиан, полагая, что «празднование воскресенья — это не перенос субботнего праздника, но самостоятельный праздник, не отменяющий собою чествование субботы»[30]. Вследствие этого в православии субботы наряду с воскресеньями не являются литургически постными днями во время многодневных постов (кроме Великой субботы), в католицизме же долгое время существовал еженедельный субботний пост, вызывавший возражения Восточной церкви ещё до раскола.
- Католический пост менее строг, чем православный, при этом его нормы официально послаблялись с течением времени[31]. Минимальный Евхаристический пост в католицизме составляет один час[31] (до II Ватиканского Собора обязательным был пост с полуночи[32]), в православии — не менее 6 часов в дни праздничных ночных служб (на Пасху, Рождество и т. д.)[33] и перед Литургией Преждеосвященных Даров[34] («однако воздержание перед причащением на Литургии Преждеосвященных Даров с полуночи от начала данных суток весьма похвально и его могут держаться имеющие физическую крепость», согласно постановлению Священного синода Русской православной церкви от 28 ноября 1968 года), а перед утренними Литургиями — с полуночи[35].
- В отличие от православия, в католицизме принят термин «благословение воды», тогда как в восточных церквях — «освящение воды».
- Православное духовенство, преимущественно, носит бороду. Римо-католическое духовенство, как правило, безбородо[27].
- В православии усопшие особо поминаются на 3-й, 9-й и 40-й день после смерти (первым днём принимается сам день кончины[36]), в католицизме — на 3-й, 7-й и 30-й день[37].

## Прочее

### Духовная жизнь и святость
- Как в православии, так и в католицизме почитаются святые, прославленные Христианской Церковью до Великой схизмы (1054). Однако святые, прославленные католиками уже после Великой схизмы, не почитаются в Православной Церкви, и наоборот (редкое исключение составляет почитание католиками некоторых православных святых, живших до Ферраро-Флорентийского собора — см. раздел «Взаимное влияние»). Тем не менее, в 1969 г. в новом календаре папа Павел VI сократил перечень святых, сделав чествование некоторых из них необязательным, из перечня был изъят ряд святых, чьё историческое существование казалось не доказанным достоверно[38].
- В католичестве, в отличие от православия, причисление к лику святых осуществляется в два этапа: беатификация и канонизация.
- Православные считают подозрительными католические мистические практики, связанные с усиленным представлением (медитацией) страданий Христа и состраданием (компассио) Ему[39]. В частности, православные считают стигматы проявлением самогипноза, а опыты Анджелы из Фолиньо,  Франциска Ассизского,  Терезы Авильской, Маргариты Алакок и Екатерины Сиенской — как минимум спорными[40]. Православные духовные писатели, характеризуя проявления святости в католицизме, говорят о страстности, разгорячённости, исступлении, забвении католическими святыми своих грехов (на фоне ощущения ими духовных достижений), воображении Христа и собственных душевных состояний, слабом испытании или неиспытании видений и слышаний (и поэтому вера им) на предмет их наведения демонами — и усматривают в этих чертах проявление духовной прелести[41]. Православные духовные писатели считают многие проявления католической святости душевными (психическими), а не духовными. В недрах католической мистики был сформулирован принцип квиетизма (XVII в.).
- Православные не признают явления Девы Марии в Лурде и в Фатиме истинными, Ватикан же определяет их как «достойные веры».
- Различен взгляд на страсти души. В православии страсть — это греховный навык, вошедший в привычку и вросший в душу[42]. В католицизме страсти считаются естественными эмоциями или движениями чувственности, которые склоняют к тому, чтобы действовать — или бездействовать — в соответствии с тем, что человек ощущает или воображает как благое или злое, сами по себе страсти ни хороши, ни плохи[43]. Православному пониманию страсти соответствует католический термин «порок».

### Богословие
- Ряд православных богословов критикует методы католических богословов, по их мнению, излишне рациональные, юридические и схематические. Митрополит Иерофей (Влахос) характеризует восточное богословие как врачующее, а западное — как рассудочное и чувственное по преимуществу: «западное богословие рационально, оно основано на работе ума, тогда как православное богословие — это богословие исихастов, оно основано на безмолвии ума... Схоластическое богословие пыталось логически осмыслить Откровение Божие и привести богословие в соответствие с философией. Для такого подхода характерно изречение Ансельма Кентерберийского: „Верую, чтобы понять“. Схоласты вначале признавали Бога, а за тем пытались доказать Его существование логическими доводами и рациональными категориями. В Православной Церкви, по выражению святых отцов, вера — это Откровение Бога человеку. Мы принимаем веру от слышания (Рим. 10:17) не для того, чтобы затем понять ее рационально, но чтобы очистить сердце и достичь веры от созерцания[комм. 1], чтобы пережить Откровение»[44].
  - Наиболее ярко различие в богословских методах проявилось в споре о Фаворском свете между Варлаамом Калабрийским (пользовавшегося методами западного богословия) и свт. Григорием Паламой. Католическая и Православная Церкви до сих пор придерживаются противоположных позиций в объяснении Фаворского света и в стоящем за этим спором вопроса о различении в Боге сущности и действий (греч. «энергий»).
- Долгое время термин «первородный грех», предложенный Блаженным Августином, не использовался восточными отцами, предпочитавшими говорить о «поврежденности природы» человека в результате грехопадения.
- В католической антропологии результатом первородного греха считается утрата двойственной (душа+тело) природой человека особого Божественного воздействия («благодати первозданной праведности»), содержавшей духовную и телесную природу человека в сопряженном равновесии. В результате утраты сверхъестественных даров (укрепляющего воздействия Божественной благодати) человек возвратился в своё естественное состояние, подверженное борению духа и плоти[45]. В православной антропологии Первочеловек был создан совершенным, а грехопадение повредило его природу, исказило в нём Образ Божий[46][47]. Соответственно, этими двумя конфессиями по-разному понимается обожение: в католицизме — как возвращение сверхъестественных даров, придающих Божественную гармонию человеческой природе, а в православии — как восстановление повреждённой природы человека.
- Можно встретить мнение, согласно которому запад (хотя он никогда и не объявлял об этом доктринально), во многом следуя Блаженному Августину, считает каждого человека некоторым образом наследующим грех Адама, а не только последствия этого греха. Православная Церковь всегда считала, что суть первородного греха состоит в наследовании последствий греха Адама (невозможно нести ответственность за чужой личный грех). Эти последствия: смерть, похоть и удобопреклоненность ко греху[48]. Однако в римско-католическом Катехизисе 1992 года уже есть четкое учение о том, что первородный грех не является личным грехом (личной виной), но полученным по наследству от Адама и Евы лишением первородной святости и праведности[49].
- Одной из сторон греха в католицизме считается оскорбление Бога[50]. Согласно православному взгляду, поскольку Бог бесстрастен, прост и неизменен, то Бога невозможно оскорбить[51], грехами мы наносим вред только себе (делающий грех является рабом греха)[52].

### Отношение к светской власти
Православные и католики признают права светских властей. В православии существует концепция симфонии духовной и светской властей, неоднократно в ходе истории приводившая к явлению, получившему имя цезаропапизм, который считается в рамках концепции симфонии властей отклонением от нормы. В католицизме существует понятие о верховенстве церковной власти над светской (Булла Unam Sanctam и теория двух мечей), которое сегодня рассматривается лишь с исторической точки зрения. Однако критики часто обвиняют католицизм, что он долгое время претендовал на прерогативы светской власти. Поэтому признание прав личности и отказ от претензий на светскую власть были важнейшим шагом в развитии католического социального учения. Согласно социальной доктрине Католической церкви государство исходит от Бога, и потому ему следует повиноваться. Право на неповиновение властям также признаётся Католической церковью, но с существенными оговорками. В «Основах социальной концепции Русской православной церкви» признаётся также право на неповиновение, если власть принуждает к отступлению от христианства или к греховным деяниям. Кроме того, патриарх Кирилл в проповеди на Вход Господень в Иерусалим отметил:

… От Церкви часто ждут того же, что ждали древние иудеи от Спасителя. Церковь должна помогать людям, якобы, решать их политические задачи, быть… неким вождём к достижению этих человеческих побед… Я вспоминаю трудные 90-е годы, когда от Церкви требовали возглавить политический процесс. Обращаясь к Патриарху или кому-то из иерархов, говорили: «Выставите свои кандидатуры на пост Президента! Поведите народ к политическим победам!». И Церковь сказала: «Никогда!» Потому что наше дело совсем иное… Церковь служит тем целям, которые дают людям полноту жизни как здесь на земле, так и в вечности. А потому, когда Церковь начинает обслуживать политические интересы, идеологические моды и пристрастия века сего,… она сходит с того кроткого молодого осла, на котором ехал Спаситель…

### Внутренняя организация
- В православии отсутствует аналог католического института кардиналов[17][60].
- Католическое монашество разделено на ордена и конгрегации. В православии монастыри различаются лишь уставом, есть общежитийные монастыри (киновиальные) с общим имуществом и общим духовным наставничеством и особножитийные (идиоритмические), в которых нет правил киновии. Между тем, до XIII в. в западном монашестве Устав св. Бенедикта оставался преобладающим[61] (хотя старейшие западные монастыри по типу египетских основаны в Марселе святым Иоанном Кассианом до святого Бенедикта Нурсийского) — т.к. Устав Святого Августина, хотя и оказал влияние на Устав св. Бенедикта, но широкое распространение получил только в период Высокого Средневековья[62]. Устав монахов-камальдулов, появившихся в XI веке, основан на Уставе св. Бенедикта. Устав св. Василия Великого проник на запад в начале XI века и до сих пор практикуется в монастырях восточнокатолических церквей.

### Внутри храма
- В большинстве католических храмов есть скульптурные изображения, а также изображения стояний Спасителя на Крестном пути, используемые во время богослужения Крестного пути. В оформлении православных храмов скульптура представлена незначительно (хотя, вопреки распространенному заблуждению, не запрещена: см. Категория:Православная церковная скульптура); практика Крестного пути отсутствует, но цикл изображений пересекающейся тематики может быть представлен в Страстном ряду иконостаса[63].
- В католичестве раньше, чем в православии, произошёл переход от «средневековой» к академической манере иконописания[64]: на смену так называемой обратной перспективе пришла прямая, помимо традиционной твердой поверхности, имитирующей стену храма, используются изображения на холсте[65]; экспрессионизм и условность средневековых изображений в новой изобразительной парадигме вытесняется реалистичностью и психологизмом[66]. В XVIII—XIX веках академический стиль иконописи господствовал в Российской империи (за исключением старообрядцев) и сохраняется в храмах, переживших советские гонения; в настоящее время новые храмы расписываются преимущественно в традиционной манере, из-за чего формируется ошибочный стереотип о «каноническом иконописном стиле». В то же время существует множество реальных конфессионально обусловленных различий между православными и католическими иконами на уровне сюжетов и символики — в частности, в католичестве допускается больше разнообразия в форме нимбов, включая ту, которая используется в православии.

- Вход Господень в Иерусалим. Русская икона 1-й четверти XIV века
- Дуччо ди Буонинсенья. «Маэста», деталь: Вход Господень в Иерусалим. 1308-11 гг. Сиена, музей собора

- Икона Андрея Рублёва, 1427—1430 года, Андроников монастырь
- «Благовещение». Сандро Боттичелли. 1489—1490 года. Уффици, Флоренция

- На древнейших формах католического распятия Христос изображён живым, в одеждах и увенчанным короной. Изображение его обнаженным, испытывающим крестные муки, появляется на византийском Востоке[66] и развивается на Западе в готическую эпоху, так что в настоящее время большинство распространенных католических изображений Христа на Кресте акцентировано на Его крестных мучениях (Тело сильнее повисает на руках, пальцы рук изображаются согнутыми), на изображении Христовых ран (язв)[67], а традиционное православное распятие в силу символической манеры являет торжество Христа над смертью, выражение Божественного покоя и величия. До XIII века ступни Христа и на католических, и на  православных распятиях изображались пригвожденными к Кресту (к его нижней перекладине) по отдельности двумя гвоздями, позже изображение их скрещенными и пригвожденными вместе одним гвоздём распространяется как в Синайской Православной Церкви, так и на католическом Западе, с которым стало ассоциироваться у большинства православных. Изображение тернового венца в традиции православных распятий встречается крайне редко[68].

### Другое
- Между католицизмом и православием официально отсутствует евхаристическое единство. Тем не менее, в практике Антиохийской православной церкви католики допускаются к причастию[69]. В РПЦ с 1969 года разрешалось допускать католиков к причастию[70], в 1986 году это разрешение было отменено до «решения вопроса Православной Полнотой»[71]. Что касается причащения православных в католических храмах, то согласно правилам Католической церкви, некатолики могут принимать причастие только в случае «серьёзной необходимости» и при условии, что они разделяют католическое учение о Евхаристии[72]. Декрет Второго Ватиканского собора «Orientalium Ecclesiarum» подчёркивает: «можно преподавать таинства Покаяния, Евхаристии и Елеосвящения больных восточным христианам, отделённым от Католической Церкви не по их собственному злому умыслу, если они сами об этом попросят и будут настроены должным образом. Более того: католикам также разрешается просить о тех же таинствах у служителей-некатоликов, в Церкви которых наличествуют действительные таинства, всякий раз, когда того потребует нужда или подлинная духовная польза, а доступ к католическому священнику окажется физически или нравственно невозможен»[73].
- В католицизме существует учение об индульгенциях. В современном православии отсутствует подобная практика, хотя ранее «разрешительные грамоты», аналог индульгенций в православии существовали в Константинопольской православной церкви в период османской оккупации; см. Индульгенции за пределами Католической Церкви.
- На католическом западе преобладает мнение, что Мария Магдалина является той женщиной, которая помазала миром ноги Иисуса в доме Симона фарисея (Лк. 7:36-50). Православная Церковь категорически не согласна с этим отождествлением[74].
- Среди католиков встречается отношение к Деве Марии как к Соискупительнице, что не отвергается католическими иерархами соборно, но при этом и не догматизировано, а остается в рамках личного почитания[75]. В 90-х XX века профессор Марк Миравэлл из францисканского университета в США подал Папе Иоанну Павлу II петицию о признании за Марией статуса coredemptrix («Соискупительницы»). Эта инициатива была скреплена более чем 6 миллионами подписей из 148 стран, в том числе 42 кардиналов и 550 епископов, но была отвергнута Ватиканом. Тем не менее, до II Ватиканского собора совершалось празднование иконы «Госпожа наша Искупляющая» (Our Lady of Ransom). Взгляды о Деве Марии как Соискупительнице не укладываются в православное вероучение.

## Цитаты Отцов Православной церкви
Свт. Лука Крымский «Зачем … нужно было собрать все самое грязное, самое отрицательное о Римской Церкви? Разве церковь католическая только папа и кардиналы, только Ватикан, к политике которого мы все относимся отрицательно? Разве церковь католическая не состоит из миллионов простых людей с чистыми сердцами? Зачем же отравлять их статьями Гермогена, ставящими злые и тяжко греховные преграды между христианами? Зачем, зачем этот тяжелый грех на радость врагам церкви?»
Свт. Филарет Московский: «Знай же, что, держась… слов Священного Писания, никакую Церковь, верующую, яко Иисус есть Христос, не дерзну я назвать ложной; …и Восточная, и Западная Церковь равно суть от Бога,.. поскольку та и другая исповедуют Иисуса Христа во плоти пришедша»
Свт. Филарет Московский: «Изъявленное мною справедливое уважение к учению Восточной Церкви никак не простирается до суда и осуждения западных христиан и Западной Церкви. …Вера и любовь возбуждает меня к ревности по Святой Восточной Церкви: любовь, смирение и надежда научают терпимости к разномыслящим.[11] Я думаю, что последую в сем точно духу Восточной Церкви, которая при самом начале каждого Богослужения молится не токмо о благостоянии Святых Божиих Церквей, но и о соединении всех.[12] …Глава Церкви, Господь наш Иисус Христос, да даст нам достигнуть в соединение веры и да введет всех в ту славную Церковь, в которой не подозревают друг друга в расколе»
Свт. Филарет Московский: "Всякий, во имя Троицы крещенный, есть христианин, к какому бы он не принадлежал исповеданию. Истинная Вера одна — Православная; но и все христианские верования — по долготерпению Вседержителя — держатся. Евангелие везде у всех одно; да не всеми одинаково понимается и изъясняется. Заблуждения отпавших от Вселенской Церкви — не упрек от рождения воспитанным в том или другом исповедании. Простые души — в простоте и веруют по учению, им заповеданному, не смущаясь религиозными прениями, для них и недоступными. За них ответ дадут Богу их духовные руководители. Ученые богословы встречаются во всех христианских народах, и благочестивые люди бывали и будут как в… православной церкви, так и в римокатолической. Истинная веротерпимость не ожесточается средостением, разделяющим христиан…, и молится «о соединении всех»
Свт. Феофан Затворник: «Есть много смиренных писак-тружеников, не у католиков только, но и у протестантов. Общехристианские истины у них излагаются добре. В этом можно пользоваться ими, но все же не с завязанными глазами. За нами водится этот грешок. Понравится писатель, и начнут его переводить, и уж все подряд и дуют. А у тех между добрыми приводятся и их неправославные воззрения. — Вообще говоря, жаль смотреть, как у наших богословов все немчура да немчура. — Вот пошлет за это на нас Господь немчуру, чтоб она пушками и штыками выбила из головы всякое немецкое (неправославное) мудрование. — Где же нам утешение?! В вере, что Господь Сам блюдет церковь Свою. А Он всесилен.»
Свт. Феофан Затворник: «Мы с вами — частные лица; и в мнениях своих должны сообразоваться с решением православной церкви. Кажется, св. Церковь наша снисходительна к католикам, — и признает силу не только крещения католического и прочих таинств, но и священства, что очень значительно. Потому нам лучше воздерживаться, как от задавания сих вопросов, так и от решения их. Одно только держать следует, что переходить к католикам не следует, ибо у них некие части в строе исповедания и церковного чина повреждены, или изменены с отступлением от древнейшего. Больше сего не умею что сказать.»
Свт. Феофан Затворник: «Не знаю, спасутся ли католики, знаю только, что я без Православия не спасусь»
Свт. Марк Эфесский: «Итак, мы отвратились от них, как от еретиков, и поэтому отмежевались от них. Что же ещё нужно? — Ведь благочестивые законы говорят так: „Является еретиком и подлежит законом против еретиков, тот, кто хотя бы и немногим отклоняется от Православной Веры“. Если же латиняне ничем не отклонились от правой Веры, то, по-видимому, мы напрасно их отсекаем; но если они совершенно отклонились, и то в отношении богословия о Святом Духе, хула в отношении Которого — величайшая из всех опасностей, то ясно — что они еретики, и мы отсекаем их как еретиков. Почему же и миром мы помазываем их, которые от них приходят к нам? Не ясно ли — как еретиков? .. Отделили их и отсекли от общего Тела Церкви».
Преп. Никодим Святогорец: «Латиняне — еретики, и мы отвращаемся от них как от еретиков, подобных арианам, савеллианам или духоборцам македонианам».
Свт. Игнатий (Брянчанинов): «Папизм — так называется ересь, объявшая Запад, от которой произошли, как от древа ветви, различные протестантские учения. … Благодать Божия отступила от папистов; они преданы сами себе и сатане — изобретателю и отцу всех ересей, в числе прочих и папизма».
Преп. Амвросий Оптинский: «Римская церковь, так как не хранит свято соборных и апостольских постановлений, а уклонилась в нововведения и неправые мудрования, то совсем не принадлежит к Единой Святой и Апостольской Церкви».
Прав. Иоанн Кронштадтский: «Верны слова Спасителя нашего Иисуса Христа: кто не со Мною, тот против Меня (Мф. 12.30). Католики, лютеране и реформаторы отпали от Церкви Христовой. … Они явно идут против Христа и Его Церкви».
Прав. Иоанн Кронштадский: «сколько есть искренно верующих между иноверными духовными особами, не говоря о лицах православного духовенства»
Прав. Иоанн Кронштадский: «Вы не сердитесь, друзья, а внимайте истине Божией в простоте сердца, ведь и мы говорим и дерзаем от простоты сердца. Отриньте ложь и примите истину, и соединитесь с нами в единомыслии; полно вам разногласить и спорить»

## Цитаты православных священнослужителей
Архимандрит Рафаил (Карелин) противопоставлял католическую и православную иконографию такими словами: «В католических иконах нет метафизического трагизма... Там трагизм земных, душевных человеческих переживаний. А чаще всего другое — человеческая чувственность, то, что обращено к земле и принадлежит земле... Эта душевная чувственность и сентиментальность католических икон воспринимается подсознанием человека как возможность примирения с Богом без покаяния, без изменения себя. Поэтому в католической мистике так много говорится о восторженной любви и так мало о покаянии, очищении сердца и повседневной жестокой борьбе со страстями... В некоторые католические иконы влюблялись люди. В православную икону влюбиться невозможно. Там гаснут страсти, там пробуждается дух. А страстный, сластолюбивый человек спешит отойти от такой иконы. В древних иконах нет томности, жалостливости и того, что мы назвали бы убаюкиванием грешника».

## Официальные документы Католической церкви
«Ибо лишь через Католическую Церковь Христову, представляющую собою всеобщее орудие спасения, можно получить всю полноту спасительных средств. Мы верим, что одному лишь Собору апостолов, во главе которого стоит Пётр, Господь вверил всё богатство Нового Завета, чтобы создать на земле единое Тело Христово, в Которое надлежит полностью включиться всем, кто тем или иным образом уже принадлежит к народу Божию.»(Unitatis Redintegratio, 3).
«Поскольку, однако, общение со Вселенской Церковью [Ecclesia universali], представляемой преемником Петра, это не внешнее дополнение по отношению к отдельной Церкви, но один из её внутренних конститутивных элементов, ситуация этих досточтимых христианских общин также означает, что их существованию, как отдельных Церквей, нанесена рана.» (Communionis notio, 17)
«Католическая Церковь в равной степени разделяет заботу о христианах, которые не находятся с ней в полном единстве: подготавливая единение с ними, которого желал Христос, и осуществляя единство в истине, она сознает, что серьёзным образом нарушила бы свой долг, если бы не свидетельствовала перед ними о полноте откровения, которое она хранит.» (Evangelii Nuntiandi, 54)
«Una vera est fidelium universalis ecclesia extra quam nullus omnimo salvatur (Единственно правильной признается вера во Вселенскую [Католическую] Церковь, вне которой никто не может быть спасен)» (Догмат IV Латеранского Собора)

## Вопрос о прозелитизме
Русская православная церковь нередко обвиняет Католическую церковь в прозелитизме, под которым она понимает проповедь католицизма среди православных христиан. В 2002 году Отдел внешних церковных связей Московского Патриархата выпустил справку, озаглавленную «Католический прозелитизм среди православного населения России». В ней содержались утверждения о том, что многочисленные монашеские католические ордена: «Миссионеры — сыновья Непорочного сердца Благословенной Девы Марии», кларетины, «Сёстры — миссионерки Божественной любви», «Миссионерки Святого Семейства», вербисты (SVD — Societas Verbi Divini — «Общество Слова Божия»), иезуиты, салезианцы — «Салезианцы дона Боско — Общество святого Франциска Сальского», францисканцы и т. д. — действующие в России, считают своим долгом миссию среди местного населения, включая обращение православных в католичество. По мнению РПЦ, именно миссия, а не священническое окормление традиционной католической паствы, является главным делом монашеских католических орденов в России. В частности, в справке приводятся факты активной работы монахов католических орденов в общеобразовательных школах (уроки катехизации для детей начальной школы, религиоведение для старшеклассников), миссионерской деятельности среди населения путём создания Католических молодёжных центров, организации детских каникул на базе летних лагерей, санаториев, работы в домах инвалидов, распространения католической литературы через почтовые ящики и т. д. Занимавший в 2002 году пост архиепископа митрополита архиепархии Матери Божией в Москве Тадеуш Кондрусевич опубликовал ответ на справку ОВЦС, где отклонил обвинения в прозелитизме и опроверг ряд приведённых в справке фактов.
Вопрос о прозелитизме, наряду с вопросом об украинских униатах, по-прежнему остаётся источником напряжённости. В конце 2005 года патриарх Алексий II сказал:
Мы считаем, что подобной встрече Папы и Патриарха должны предшествовать реальное улучшение отношений и преодоление тех трудностей, которые существуют на сегодняшний день. Их осложняют прозелитизм Римско-Католической Церкви и разгром православных епархий в Львове, Тернополе и Ивано-Франковске. Перенос кафедры грекокатолического архиепископа из Львова в Киев, продвижение грекокатоликов на восток также не способствуют налаживанию отношений между Церквями

## Взаимное влияние

### Православных на католиков
В декрете «Unitatis Redintegratio» II Ватиканского собора о Восточных Православных Церквях говорится следующее: «Что же касается аутентичных богословских преданий Востока, то следует признать, что они как нельзя лучше укоренены в Священном Писании, находят поддержку и выражение в Литургической жизни, питаются живым апостольским преданием и творениями восточных Отцов и духовных писателей, устремляются к верному укладу жизни и даже к полному созерцанию христианской истины». «...Не следует забывать и о том, что Церкви Востока с самого начала обладают той сокровищницей, из которой Церковь Запада немало почерпнула в литургической области, в духовном предании и в каноническом праве»,чему есть достаточно подтверждений:
- При своем создании грекокатолические церкви отталкивались от византийской литургической традиции. Грекокатолический монашеский орден белого духовенства имени святителя Василия Великого придерживается монашеских правил, характерных для византийского обряда[84][85]. Интерес к византийскому обряду присутствует и в западном католическом мире, о чём свидетельствует практика богослужений по византийскому обряду, например, в бенедиктинском монастыре Святого Креста, расположенном в бельгийской деревне Шеветонь (Chevetogne)[86].
- Восточная традиция оказала заметное влияние при реформировании римской мессы после Второго Ватиканского собора. Православные богословы оказали влияние на начало так называемого литургического возрождения среди неправославных, в том числе католиков[87][88].
- В католичестве стабильно растет интерес к православной иконе, образцы которой сегодня можно видеть во многих латинских храмах. В католицизме очень почитаемы иконы Казанской Божьей Матери, Остробрамская, Богоматери Неустанной Помощи[89] в церкви Св. Альфонса в Риме, «Мадонна Никопея» (X в.) Собора Св. Марка в Венеции, «Месопандитисса» (XII в.) церкви Санта Мария делла Салюте в Венеции[90], «Восточная Богородица» г. Тальякоццо[91], копия иконы «Троица» преподобного Андрея Рублёва в Сент-Трините[92] и другие. Существует версия, что образ в Париже, известный под названием «Чёрная Мария», — это утерянная Табынская икона Божией Матери[93]. С Ченстоховской иконой польские католики связывают развитие общекатолического почитания Божией Матери и православных икон в XX-XXI веках, кроме того существует пророчество об особой роли этой чудотворной иконы в процессе воссоединения Церквей[94]. Изначально православного происхождения чтимая польскими католиками Васильковская икона Божией Матери, появление которой связано с местностью Святая Вода[95][96][97]. Папа Иоанн Павел II более 10 лет лично ежедневно молился перед Ватиканским списком Казанской иконы Божией Матери, который затем в 2004 г. передал Русской Православной Церкви[98]. Наряду с православными на поклонение чудотворному Почаевскому образу Пресвятой Богородицы приходят и христиане других исповеданий[99].
- Петр Ломбардский (XII в.), составляя первый свод католических догматов, одобренный позднее Латеранским собором в 1215 г., в качестве образца взял труд Иоанна Дамаскина «Точное изложение православной веры» (VIII в.)[19][100]. Внимание католиков привлекают работы православных богословов, например, «Толкование Божественной литургии» архиеп. Солунского Николая Кавасилы[101]. В католической среде высок авторитет прот. Александра Меня (в то же время о. Александр Мень критикуется некоторыми православными авторами за симпатии к католицизму и экуменизм[102][103][104][105][106]). Интересом среди католиков пользуются «Откровенные рассказы странника», в художественной форме знакомящие читателя с практикой исихазма[107].
- Несмотря на то, что после разделения с православными в 1054 г. католики прославили много собственных святых, православный благоверный князь Игорь Ольгович, убиенный в 1147 г., занесён в католические святцы как святой Игорь II, князь Московский[108][109]. Православная преподобная Евфросиния Полоцкая, жившая уже после разделения, равно почитается святой и в греко-католицизме[110]. Уникальная традиция почитания мощей грузинской Великомученицы Кетеван сложилась в индийском штате Гоа, куда её мощи были принесены португальскими миссионерами-августинцами в 1627 году[111]. В течение 97 лет, с 1686 по 1783 гг., польские римо-католики прибегали к заступничеству православного святого Иоанна Сочавского, чьи мощи временно располагались в греко-католическом храме Святого Сердца Иисуса в Жолкве[112][113]. В католической среде в первой половине XX века постепенно сформировалось почитание прп. Сергия Радонежского и некоторых православных святых, прославленных до Ферраро-Флорентийского собора, а в 1969 году папой Римским Павлом VI имя прп. Сергия Радонежского было внесено в католический Литургический календарь[114][115].

### Католиков на православных
- Первоначально концепция семи таинств встречается у Петра Ломбардского[16] (XII в.) и Фомы Аквината (XIII в.) на католическом западе, и затем она была перенята православием.
- При борьбе с ересью жидовствующих святитель Геннадий восполнял необходимые переводы книг с латыни. Целый ряд книг (Паралипоменон, Ездры, Неемии, Товит, Юдифь, Премудрости, Маккавейские и частично Иеремии и Иезекииля) для Геннадиевской Библии был переведён хорватским монахом-доминиканцем Вениамином с латинской Вульгаты[92]. При составлении Четьих Миней святитель Димитрий Ростовский активно пользовался западными источниками, а в «Алфавите Духовном» в изобилии цитирует «О подражании Христу» Фомы Кемпийского[92]. «Невидимая брань» Лоренцо Скуполи пользуется высоким авторитетом в православии, переведенная и популяризированная на греческом Никодимом Святогорцем, а на русский — Феофаном Затворником[92]. Известная духовная книга иезуитского священника Иеремии Дрекселя «Илиотропион» была переведена с латинского языка святителем Иоанном Тобольским и издана по его же благословению.
- Схоластика долгое время была характерной чертой русской богословской мысли, так как святитель Петр (Могила), основавший Киевскую Духовную Академию, и его коллеги получили своё образование в католических школах, где господствовала схоластика. Отход русского богословия от схоластики начался только в начале XIX века[116]. Под латинским влиянием православными богословами составлялись так называемые символические книги[117].
- На православных крестах, особенно XVIII—XX вв, часто встречаются изображения распятого Спасителя, сходные с католическими[118].
- Православная иконопись развивалась под влиянием католической. Это относится и к формированию «фряжского стиля», и к практически полному переходу русской иконописи в XVIII—XIX столетиях на академическую манеру (что можно увидеть, например, на дореволюционных фотографиях икон и внутреннего убранства храмов, сделанных С. М. Прокудиным-Горским[119]), и к возвращению в постсоветское время к традиционной иконе вслед за «открытием» её на западе (в свою очередь, открытие православной иконы на западе происходило после первой волны эмиграции не без участия русских иконописцев, таких как арх. Киприан (Пыжов) и Мария Ельчанинова-Струве; см. также общество «Икона»). Серафим Саровский молился перед иконой католического письма «Умиление Серафимо-Дивеевская»[120], которая с того времени стала почитаемой и в православии. Икона «Гефсиманское моление» также писана в католической традиции, но её почитают и в православии. Среди почитаемых в православии икон, имеющих западное происхождение, можно назвать иконы Божией Матери Косинская (Моденская)[92][121][122] и «Трёх Радостей»[123] и «Ахтырская»[92]. В храме св. Димитрия Солунского в селе Малахове под Москвой (Раменский район) есть западного письма икона Божией Матери, которую называют Солнечной[92][124]. Согласно священнику Георгию Чистякову[92] западного происхождения такие иконы Матери Божией, как «Всех Скорбящих Радость», Филермская, Семистрельная (ср. Our Lady of Sorrows) и другие. Лоретская икона Божией Матери[125] известна в Русской Православной Церкви как «Прибавление ума»[126][127], а Библейский сюжет Hortus conclusus, популярный в западноевропейском искусстве[128], послужил основой для написания иконы «Вертоград заключенный».
- Католическая традиция имела влияние на православную храмовую архитектуру времен Российской империи. Так, Петропавловский собор построен в форме базилики; распространение получает неоготика (в том числе в архитектуре не сохранившегося Вознесенского собора в Московском Кремле).
- Важный вклад в развитие православной гимнографии внёс кардинал Питра[101][129].
- Под католическим влиянием возникли некоторые формы православного богослужения и личного благочестия: пассии, Богородичное правило[92]. По мнению архимандрита Киприана (Керна), некоторые из акафистов XVIII в. «страдают даже и униатскими оттенками»[130] (например, акафист Страстям Христовым содержит поклонение язвам Христовым[131][132]). Согласно протоиерею Григорию Дьяченко, южнорусский чин экзордии («Последование молебное о немощных, обуреваемых от духов нечистых и стужаемых») был составлен под влиянием католического чина (в отличие от него севернорусский чин, напротив, являлся буквальным переводом греческого чина)[133].
- Существуют православные общины латинского обряда, а также отдельные лица и сообщества монахов-бенедиктинцев.